# Vitantonio Liuzzi
Vitantonio Liuzzi (Locorotondo, 6. kolovoza 1981.), je bivši talijanski vozač Formule 1.

### Potpuni popis rezultata u Formuli 1
(legenda) (Utrke označene debelim slovima označuju najbolju startnu poziciju) (Utrke označene kosim slovima označuju najbrži krug utrke)
| Godina | Momčad              | Šasija            | Motor                         | 1       | 2       | 3       | 4       | 5       | 6       | 7      | 8       | 9      | 10      | 11      | 12     | 13      | 14      | 15      | 16      | 17     | 18      | 19      | Poredak | Bodovi |
| ------ | ------------------- | ----------------- | ----------------------------- | ------- | ------- | ------- | ------- | ------- | ------- | ------ | ------- | ------ | ------- | ------- | ------ | ------- | ------- | ------- | ------- | ------ | ------- | ------- | ------- | ------ |
| 2005   | Red Bull Racing     | Red Bull RB1      | Cosworth TJ2005 3.0 10        | AUS TD  | MAL TD  | BAH TD  | SMR 8   | ŠPA Ret | MON Ret | EUR 9  | KAN     | SAD    | FRA TD  | VB TD   | NJE TD | MAĐ TD  | TUR TD  | ITA TD  | BEL TD  | BRA TD | JAP TD  | KIN TD  | 24.     | 1      |
| 2006   | Scuderia Toro Rosso | Toro Rosso STR1   | Cosworth TJ2006 3.0 V10 14    | BAH 11  | MAL 11  | AUS Ret | SMR 14  | EUR Ret | ŠPA 15  | MON 10 | VB 13   | KAN 13 | SAD 8   | FRA 13  | NJE 10 | MAĐ Ret | TUR Ret | ITA 14  | KIN 10  | JAP 14 | BRA 16  |         | 19.     | 1      |
| 2007   | Scuderia Toro Rosso | Toro Rosso STR2   | Ferrari 056 2.4 V8            | AUS 14  | MAL 17  | BAH Ret | ŠPA Ret | MON Ret | KAN Ret | SAD 17 | FRA Ret | VB 16  | EUR Ret | MAĐ Ret | TUR 15 | ITA 17  | BEL 12  | JAP 9   | KIN 6   | BRA 13 |         |         | 18.     | 3      |
| 2009   | Force India         | Force India VJM02 | Mercedes-Benz FO 108W 2.4L V8 | AUS     | MAL     | KIN     | BAH     | ŠPA     | MON     | TUR    | VB      | NJE    | MAĐ     | EUR     | BEL    | ITA Ret | SIN 14  | JAP 14  | BRA 11  | ABU 15 |         |         | 22.     | 0      |
| 2010.  | Force India         | Force India VJM03 | Mercedes-Benz FO 108X 2.4L V8 | BHR 9   | AUS 7   | MAL Ret | KIN Ret | ŠPA 15* | MON 9   | TUR 13 | KAN 9   | EUR 16 | VBR 11  | NJE 16  | MAĐ 12 | BEL 10  | ITA 12  | SIN Ret | JAP Ret | KOR 6  | BRA Ret | ABU Ret | 15.     | 21     |
| 2011.  | HRT F1 Team         | HRT F111          | Cosworth CA2011 V8            | AUS DNQ | MAL Ret | KIN 22  | TUR 22  | ŠPA Ret | MON 16  | KAN 13 | EUR     | VBR    | NJE     | MAĐ     | BEL    | ITA     | SIN     | JAP     | KOR     | IND    | ABU     | BRA     | 20.     | 0      |